# Automeris draudti
Automeris draudti är en fjärilsart som beskrevs av Roeber 1934. Automeris draudti ingår i släktet Automeris och familjen påfågelsspinnare. Inga underarter finns listade i Catalogue of Life.